# Tullio Pinelli
Tullio Pinelli (Torí, 24 de juny de 1908 – Roma, 7 de març de 2009) va ser un dels més coneguts guionista de cinema italià que es va destacar per haver participat amb grans directors com Federico Fellini a pel·lícules com I Vitelloni, La Strada, La Dolce Vita i 8½.
Al costat de Suso Cecchi d'Amico (1914-2010), un dels dos més famosos guionistes cinematogràfics d'Itàlia, que va conquistar quatre nominacions al Oscar pels seus treballs amb Fellini.
Nascut en el si d'una noble família torinesa, que retrato en el film Il brigante di Tacca del Lupo de Pietro Germi. Treballà inicialment com a advocat mentre escrivia teatre, la seva obra I padri etruschi li va valer un contracte cinematogràfic que canvià la seva vida. Va treballar amb Fellini i Roberto Rossellini, i el 1949 va adaptar Il mulino del Po d'Alberto Lattuada.
Pinelli va saber captar i traslladar al guió les idees Fellini. També treball en vuit pel·lícules amb Pietro Germi entre 1951 i 1972, amb Mario Monicelli i amb Vittorio de Sica a El jardí dels Finzi-Contini.
Es va casar amb Maria Cristina Quilico, (morta en 1987), amb qui va tenir quatre fills. Després es va tornar a casar amb Madeleine Lebeau. El 1998 va rebre un David di Donatello a la seva carrera.

## Filmografia
- In cerca di felicità, dirigida per Giacomo Gentilomo (1943)
- Si chiude all'alba, dirigida per Nino Giannini (1944)
- La signora è servita, dirigida per Nino Giannini (1945)
- Le miserie del signor Travet, dirigida per Mario Soldati (1945)
- Fatalità, dirigida per Giorgio Bianchi (1946)
- L'adultera, dirigida per Duilio Coletti (1946)
- Il bandito, dirigida per Alberto Lattuada (1946)
- Il passatore, dirigida per Duilio Coletti (1947)
- Il miracolo, episodi de L'amore, dirigida per Roberto Rossellini (1948)
- Senza pietà, dirigida per Alberto Lattuada (1948)
- Il grido della terra, dirigida per Duilio Coletti (1948)
- In nome della legge, dirigida per Pietro Germi (1949)
- Il mulino del Po, dirigida per Alberto Lattuada (1949)
- Il cammino della speranza, dirigida per Pietro Germi (1950)
- Luci del varietà, dirigida per Federico Fellini e Alberto Lattuada (1950)
- La città si difende, dirigida per Pietro Germi (1951)
- Cameriera bella presenza offresi..., dirigida per Giorgio Pàstina (1951)
- Il brigante di Tacca del Lupo, dirigida per Pietro Germi (1952)
- Lo sceicco bianco, dirigida per Federico Fellini (1952)
- Riscatto, dirigida per Marino Girolami (1953)
- Pietà per chi cade, dirigida per Mario Costa (1953)
- La voce del silenzio, dirigida per Georg Wilhelm Pabst (1953)
- I vitelloni, dirigida per Federico Fellini (1953)
- Traviata '53, dirigida per Vittorio Cottafavi (1953)
- L'amore in città, diversos directors (1953)
- Sinfonia d'amore, dirigida per Glauco Pellegrini (1954)
- Le avventure di Cartouche, dirigida per Gianni Vernuccio (1954)
- Gli amori di Manon Lescaut, dirigida per Mario Costa (1954)
- La strada, dirigida per Federico Fellini (1954)
- Il bidone, dirigida per Federico Fellini (1955)
- Uomini e lupi, dirigida per Giuseppe De Santis (1956)
- Le notti di Cabiria, dirigida per Federico Fellini (1957)
- Fortunella, dirigida per Eduardo De Filippo (1958)
- Erode il grande, dirigida per Arnaldo Genoino i Viktor Turžanskij (1958)
- La dolce vita, dirigida per Federico Fellini (1960)
- Adua e le compagne, dirigida per Antonio Pietrangeli (1960)
- Scano Boa, dirigida per Renato Dall'Ara (1961)
- Le tentazioni del dottor Antonio, episodi de Boccaccio '70, dirigida per Federico Fellini (1962)
- Senilità, dirigida per Mauro Bolognini (1962)
- La steppa, dirigida per Alberto Lattuada (1962)
- Violenza segreta, dirigida per Giorgio Moser (1963)
- 8½, dirigida per Federico Fellini (1963)
- I tre volti, diversos directors (1965)
- Il gaucho, dirigida per Dino Risi (1965)
- Giulietta degli spiriti, dirigida per Federico Fellini (1965)
- Francesco d'Assisi, dirigida per Liliana Cavani (1966)
- L'immorale, dirigida per Pietro Germi (1967)
- Scacco alla regina, dirigida per Pasquale Festa Campanile (1969)
- Galileo, dirigida per Liliana Cavani (1969)
- Sweet Charity, dirigida per Bob Fosse (1969)
- Serafino, dirigida per Pietro Germi (1969)
- Come, quando, perché, dirigida per Antonio Pietrangeli (1969)
- Amore mio aiutami, dirigida per Alberto Sordi (1969)
- Le castagne sono buone, dirigida per Pietro Germi (1970)
- El jardí dels Finzi-Contini, dirigida per Vittorio De Sica (1970)
- Alfredo Alfredo, dirigida per Pietro Germi (1972)
- Amore e ginnastica, dirigida per Luigi Filippo D'Amico (1973)
- Amici miei, dirigida per Mario Monicelli (1975)
- Per le antiche scale, dirigida per Mauro Bolognini (1975)
- Viaggio con Anita, dirigida per Mario Monicelli (1979)
- Il marchese del Grillo, dirigida per Mario Monicelli (1981)
- La vocazione di Suor Teresa, dirigida per Brunello Rondi (1982)
- Amici miei - Atto IIº, dirigida per Mario Monicelli (1982)
- Amici miei - Atto IIIº, dirigida per Nanni Loy (1985)
- Ginger e Fred, dirigida per Federico Fellini (1986)
- Speriamo che sia femmina, dirigida per Mario Monicelli (1986)
- Mano rubata, d'Alberto Lattuada (1989)
- La voce della luna, dirigida per Federico Fellini (1990)
- Bonjour Michel, dirigida per Arcangelo Bonaccorso (2005)